# Código de las Familias de Cuba
La Ley n.º 156/2022, denominada Código de las Familias, es una legislación cubana, aprobada el 22 de julio de 2022, y ratificada por plebiscito el 25 de septiembre de ese mismo año. La ley, que remplaza el Código de Familia de 1975, regula en sus 474 artículos diversos aspectos de las relaciones familiares. Con la nueva legislación se reconoció el derecho de las personas a formar una familia, incluyendo así el matrimonio entre personas del mismo sexo, la adopción homoparental, y la gestación subrogada no comercial.

## Historia

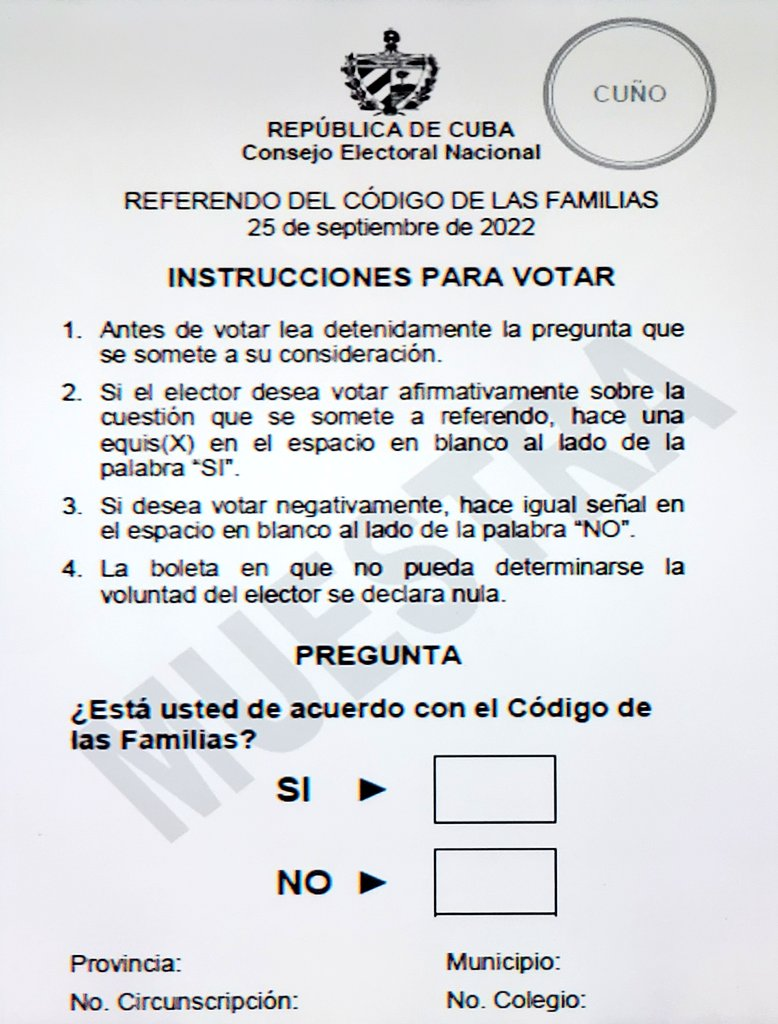
Facsímil de la papeleta utilizada en el referéndum del 25 de septiembre de 2022.

El 21 de diciembre de 2021, la Asamblea Nacional del Poder Popular de Cuba aprobó un proyecto de ley sobre un nuevo Código de las Familias que contenía, entre otros, disposiciones que permiten el matrimonio de parejas del mismo sexo. El texto fue sometido a una consulta popular desde el 1 de febrero al 30 de abril de 2022.
El 6 de junio fue presentada la versión número 25 del proyecto de Código de las Familias, en el cual se contenían los resultados finales del proceso de consulta popular y que modificaron el 48,73% de los artículos. La ley fue aprobada por la Asamblea Nacional el 22 de julio de 2022, y se anunció que el referéndum se celebrará el 25 de septiembre, mientras que el 28 de julio el Consejo Electoral Nacional presentó el cronograma y la papeleta que se utilizará en la votación.
La ley fue sometida a referéndum el 25 de septiembre de ese año, siendo aprobada por un 66,85 % de quienes acudieron a las urnas (un 74,12 % del padrón electoral). Una vez que el plebiscito fue realizado, el presidente de Cuba Miguel Díaz-Canel promulgó la ley, con lo que entró en vigor; fue publicada en la Gaceta Oficial de la República de Cuba al día siguiente, el 26 de septiembre de 2022.

## Contenido
El texto se considera como una de las más avanzadas legislaciones en la región latinoamericana en materia de inclusión, igualdad y no discriminación.
Con un total de 474 artículos, se regulan principios que basan las relaciones familiares, como son la igualdad y no discriminación, la equidad, la pluralidad, la responsabilidad individual y colectiva, la solidaridad, la socioafectividad, la búsqueda de felicidad, la favorabilidad; el interés superior de niñas, niños y adolescentes, el respeto a las voluntades, deseos y preferencias de las personas adultas mayores y de las personas en situación de discapacidad; el equilibrio entre orden público familiar y autonomía y realidad familiar. Principios todos basados en la dignidad y el humanismo como valores supremos, establecidos en la Constitución cubana.
En el campo de los derechos LGBTI, el Código reconoce el derecho al matrimonio igualitario, la adopción homoparental, la responsabilidad parental y la gestación solidaria para parejas de hombres. Este último aspecto se define como un proceso de gestación sin fines mercantilistas donde se debe probar la imposibilidad biológica de tener hijos por parte de uno de los miembros del núcleo familiar, así, también funciona para parejas heterosexuales, parejas de mujeres imposibilitadas de tener descendencia, o parejas unifamiliares de cualquier sexo que no puedan gestar.
Además de las cuestiones relacionadas con la homosexualidad, el nuevo Código de Familia introduce varios avances, entre ellos una mayor protección de los niños y adolescentes, la corresponsabilidad de los padres en su educación y la estricta igualdad de derechos entre hombres y mujeres. El Código también garantiza a los menores el derecho a no ser objeto de exclusión, violencia o falta de cuidado parental.